# アミリ・バラカ
アミリ・バラカ（Amiri Baraka、1934年10月7日 - 2014年1月9日、前名リロイ・ジョーンズ）は、アメリカ合衆国ニュージャージー州ニューアーク生まれの詩人、作家、音楽評論家、思想家、活動家。

## 生涯
バラカのキャリアは50年以上に及び、彼のテーマは黒人解放から白人人種差別まで多岐にわたった。ピーター・バラカンは、彼の著書『ブルース・ピープル』を紹介し、バラカがインテリすぎて難解だが、黒人音楽の歴史がよくわかる本と評価している。彼の著書には『ブルース・ピープル（ブルースの魂）』『音楽：ジャズとブルースの反射』『僧侶の本』『新しい音楽、新しい詩』などがあり、社会や音楽に関する書籍が多い。バラカの詩と執筆は、高い評価と批判の両方を集めてきた。アフリカ系アメリカ人のコミュニティでは、バラカをジェイムズ・ボールドウィンと比較し、彼を彼の世代で最も尊敬され、最も広く出版されている黒人作家の1人として認めている人もいる。一方、彼の作品は、ミソジニーや同性愛嫌悪の表現であると批判する者もいる。バラカの戯曲、詩、エッセイは、アフリカ系アメリカ人の文化を定義するテキストを構成した。また、彼はビ－トニクスたちの本を出版したこともある。バラカは2014年に79歳で死去した。

## 著書
- Blues people: Negro music in white America, W. Morrow, 1963.
  - 『ブルースの魂 : 白いアメリカの黒い音楽』リロイ・ジョーンズ著,上林澄雄 訳 音楽之友社 1965
  - 『ブルース・ピープル』リロイ・ジョーンズ 著,飯野友幸 訳 音楽之友社　2004 - のち『ブルース・ピープル : 白いアメリカ、黒い音楽』として平凡社ライブラリー
- Dutchman and The slave: two plays, Faber, 1964.
  - 『ダッチマン奴隷』リロイ・ジョーンズ 著,邦高忠二 訳 晶文社 1969
- The system of Dante's hell, Grove Press, 1966.
  - 『ダンテの地獄組織』リロイ・ジョーンズ 著,高橋健次 訳 せりか書房　1969
- Home: social essays, Morrow, 1966.
  - 『根拠地』リロイ・ジョーンズ 著,木島始, 黄寅秀 訳 せりか書房　1968
- The baptism & the toilet, Grove Press, 1966.
- Tales, Grove Press, 1967.
- Black music, William Morrow, 1967.
  - 『ブラック・ミュージック』リロイ・ジョーンズ 著,木島始, 井上謙治 訳 晶文社 1969
- Black magic: Sabotage, Target study, Black art: collected poetry, 1961-1967, Bobbs-Merrill, 1969.
- Four Black revolutionary plays: all praises to the Black man, Bobbs-Merrill, 1969.
- It's nation time, Third World Press, 1970.
- Jello, Third World Press, 1970.
- Raise, race, rays, raze: essays since 1965, Random House, 1971.
- Spirit reach, Jihad Productions, 1972.
- The motion of history and other plays, William Morrow, 1978.
- Selected poetry of Amiri Baraka, Morrow, 1979.

## 編著
- The moderns: an anthology of new writing in America, Corinth Books, 1963.
- Black fire: an anthology of Afro-American writing, edited with Larry Neal, W. Morrow, 1968.
- African congress: a documentary of the first modern Pan-African congress, Morrow, 1972.